# Dorothy Hayden Truscott
Dorothy Hayden Truscott, z domu Johnson (ur. 3 listopada 1925 w Nowym Jorku, zm. 4 lipca 2006 w Russia w stanie Nowy Jork) – brydżystka amerykańska, arcymistrzyni międzynarodowa, medalistka imprez światowych. Do roku 1995 występowała jako Dorothy Hayden.
Grała w brydża od 7. roku życia, zachęcona przez rodziców. Uczęszczała do Smith College w Northampton (Massachusetts), przez pewien czas pracowała jako nauczycielka matematyki w Kalamazoo (Michigan). W 1959 zdobyła pierwszy tytuł mistrzyni kraju w brydżu.
W 1965 została drugą w historii kobietą powołaną do reprezentacji USA na uważany za mistrzostwa świata turniej Bermuda Bowl. Sięgnęła na tej imprezie po srebrny medal. Była również medalistką olimpiady brydżowej w rywalizacji drużynowej kobiet (1980 1. miejsce, 1968, 1972 i 1976 3. miejsce), a także wygrywała kobiecy turniej Venice Cup (1974, 1976, 1978). W 1989 poprowadziła ekipę amerykańską do zwycięstwa w Venice Cup jako niegrająca kapitan.
Razem z Alanem Truscottem przyczyniła się do ujawnienia skandalu związanego z oszustwami w czasie mistrzostw świata w Buenos Aires w 1965. W sprawę byli zamieszani Brytyjczycy Terence Reese i Boris Schapiro, ale ostatecznie zostali oni oczyszczeni z zarzutów przez rodzimą federację. Truscott, od 1972 drugi mąż Amerykanki (pierwsze małżeństwo zakończyło się rozwodem), sprawie tej poświęcił książkę The Great Cheating Scandal. Dorothy Truscott napisała razem z mężem kilka książek brydżowych, m.in. Teach Yourself Basic Bidding i The New York Times Bridge Book, kilka książek wydała sama (Winning Declarer Play, 1969, Bis Better, Play Better, 1970). Była również autorką beletrystycznej powieści Hell Gate (2002), poświęconej holenderskim osadnikom w Harlemie.
Zmarła w lipcu 2006 po chorobie Parkinsona, rok po śmierci męża.

## Wyniki brydżowe

### Olimpiady
Na olimpiadach uzyskała następujące rezultaty:
| Olimpiady brydżowe. Zawody teamów | Olimpiady brydżowe. Zawody teamów | Olimpiady brydżowe. Zawody teamów | Olimpiady brydżowe. Zawody teamów | Olimpiady brydżowe. Zawody teamów | Olimpiady brydżowe. Zawody teamów |
| Rok                               | Miejsce                           | Zawody                            | Kategoria                         | Drużyna                           | Pozycja                           |
| --------------------------------- | --------------------------------- | --------------------------------- | --------------------------------- | --------------------------------- | --------------------------------- |
| 1980                              | Valkenburg                        | 6. Olimpiada Teamów               | Kobiety                           | USA                               | 1                                 |
| 1972                              | Miami Beach                       | 4. Olimpiada Brydżowa             | Kobiety                           | USA                               | 3                                 |
| 1968                              | Deauville                         | 3. Olimpiada Teamów               | Kobiety                           | USA                               | 3                                 |

### Zawody światowe
W światowych zawodach zdobyła następujące lokaty:
| Mistrzostwa Świata. Konkurencja teamów | Mistrzostwa Świata. Konkurencja teamów | Mistrzostwa Świata. Konkurencja teamów | Mistrzostwa Świata. Konkurencja teamów | Mistrzostwa Świata. Konkurencja teamów | Mistrzostwa Świata. Konkurencja teamów |
| Rok                                    | Miejsce                                | Zawody                                 | Kategoria                              | Drużyna                                | Pozycja                                |
| -------------------------------------- | -------------------------------------- | -------------------------------------- | -------------------------------------- | -------------------------------------- | -------------------------------------- |
| 2002                                   | Montreal                               | 11. Mistrzostwa Świata                 | Seniorzy                               | Hertz                                  | 16                                     |
| 2001                                   | Paryż                                  | 35. Mistrzostwa Świata Teamów          | Trans                                  | Rothfield                              | 46                                     |
| 2000                                   | Southampton                            | 34. Mistrzostwa Świata Teamów          | Trans                                  | Tornay G.                              | 36                                     |
| 1998                                   | Lille                                  | 10. Mistrzostwa Świata                 | Kobiety                                | Truscott                               | 3                                      |
| 1997                                   | Hammamet                               | 33. Mistrzostwa Świata Teamów          | Trans                                  | Teltscher                              | 24                                     |
| 1982                                   | Biarritz                               | 6. Mistrzostwa Świata                  | Open                                   | Truscott                               | 45                                     |
| 1978                                   | Nowy Orlean                            | 5. Mistrzostwa Świata                  | Kobiety                                | USA                                    | 1                                      |
| 1976                                   | Monte Carlo                            | 22. Mistrzostwa Świata Teamów          | Kobiety                                | USA                                    | 1                                      |
| 1974                                   | Wenecja                                | 20. Mistrzostwa Świata Teamów          | Kobiety                                | USA                                    | 1                                      |
| 1965                                   | Buenos Aires                           | 13. Mistrzostwa Świata Teamów          | Open                                   | North America                          | 2                                      |

| Mistrzostwa Świata. Konkurencja par | Mistrzostwa Świata. Konkurencja par | Mistrzostwa Świata. Konkurencja par | Mistrzostwa Świata. Konkurencja par | Mistrzostwa Świata. Konkurencja par | Mistrzostwa Świata. Konkurencja par |
| Rok                                 | Miejsce                             | Zawody                              | Kategoria                           | Partner                             | Pozycja                             |
| ----------------------------------- | ----------------------------------- | ----------------------------------- | ----------------------------------- | ----------------------------------- | ----------------------------------- |
| 2002                                | Montreal                            | 11. Mistrzostwa Świata              | Miksty                              | Alan Truscott                       | 189                                 |
| 1998                                | Lille                               | 10. Mistrzostwa Świata              | Kobiety                             | Carol Sanders                       | 20                                  |
| 1998                                | Lille                               | 10. Mistrzostwa Świata              | Miksty                              | Alan Truscott                       | 80                                  |
| 1994                                | Albuquerque                         | 9. Mistrzostwa Świata               | Kobiety                             | Irina Lewitina                      | 9                                   |
| 1990                                | Genewa                              | 8. Mistrzostwa Świata               | Miksty                              | Alan Truscott                       | 36                                  |
| 1990                                | Genewa                              | 8. Mistrzostwa Świata               | Kobiety                             | Gail Moss Greenberg                 | 17                                  |
| 1986                                | Miami Beach                         | 7. Mistrzostwa Świata               | Kobiety                             | Margie Gwozdzinsky                  | 16                                  |
| 1982                                | Biarritz                            | 6. Mistrzostwa Świata               | Miksty                              | Alan Truscott                       | 35                                  |
| 1978                                | Nowy Orlean                         | 5. Mistrzostwa Świata               | Kobiety                             | Emma Jean Hawes                     | 12                                  |
| 1974                                | Las Palmas                          | 4. Mistrzostwa Świata               | Kobiety                             | Emma Jean Hawes                     | 3                                   |

## Klasyfikacja
- Dorothy Hayden Truscott – klasyfikacja WBF (ang.)